# Medjez Sfa
Medjez Sfa (em árabe: مجاز الصفاء) é uma cidade e comuna localizada na província de Guelma, Argélia. Segundo o censo de 2008, a população total da cidade era de 7 707 habitantes.